# Simona Gherman

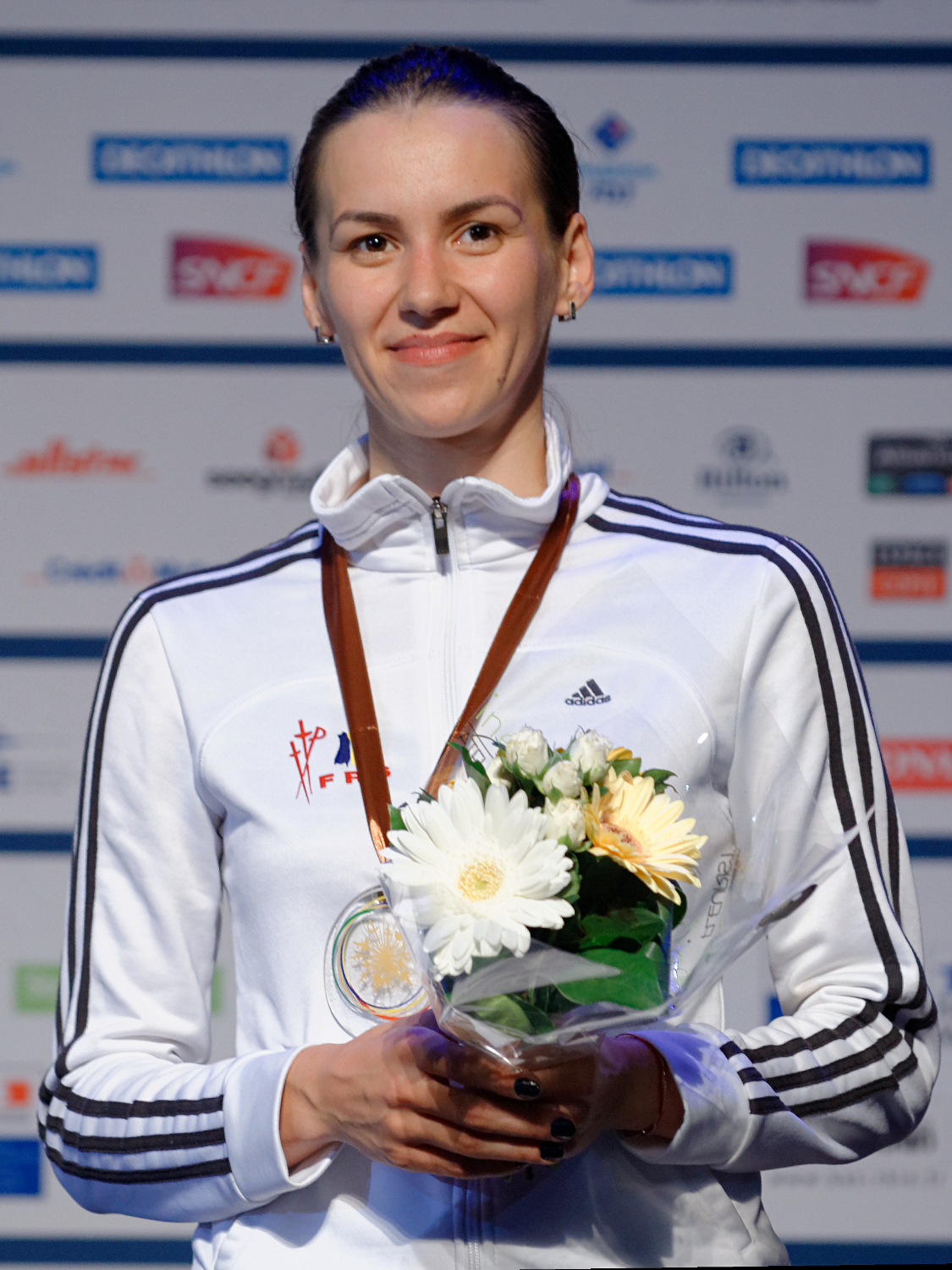
Simona Gherman bei den Fechteuropameisterschaften 2014

Simona Cristina Gherman (* als Simona Cristina Alexandru; 12. April 1985 in Bukarest) ist eine rumänische Degenfechterin. Sie ist Olympiasiegerin und zweifache Weltmeisterin.

## Erfolge
Bei der Sommer-Universiade 2007 in Bangkok erhielt Simona Gherman Silber mit der Degen-Mannschaft.
Bei den Europameisterschaften 2008, 2009 und 2011 gewann Gherman jeweils mit der Mannschaft sowie bei den Fechtweltmeisterschaften 2010 und 2011. Im August 2011 heiratete sie und wird seitdem in den Ergebnislisten als Gherman und nicht mehr als Alexandru geführt. 2012 wurde sie in Legnano Einzeleuropameisterin und gewann Silber mit der Mannschaft, nur geschlagen durch das russische Team. Bei den Olympischen Spielen in London belegte Simona Gherman sowohl im Degen-Einzel als auch mit der Mannschaft den sechsten Platz.
2014 errang sie bei der Europameisterschaft in Straßburg Bronze im Einzel und gewann mit der Mannschaft. 2015 wurde sie erneut Mannschaftseuropameisterin und gewann bei den Weltmeisterschaften Silber mit der Mannschaft. Bei den Europameisterschaften 2016 gewann sie im Einzel, Bronze mit der Mannschaft. Bei den Olympischen Spielen 2016 wurde Gherman mit der rumänischen Degenmannschaft Olympiasiegerin, im Einzel belegte sie den 19. Platz.